# Johann Nicolaus Jacob
Johann Nicolaus Jacob (* 26. März 1774 in Schopp; † 3. Februar 1856 in Kaiserslautern) war ein pfälzischer Ökonom und Gutsbesitzer. Er war langjähriges Mitglied des pfälzischen Landrats und bayerischer Landtagsabgeordneter.

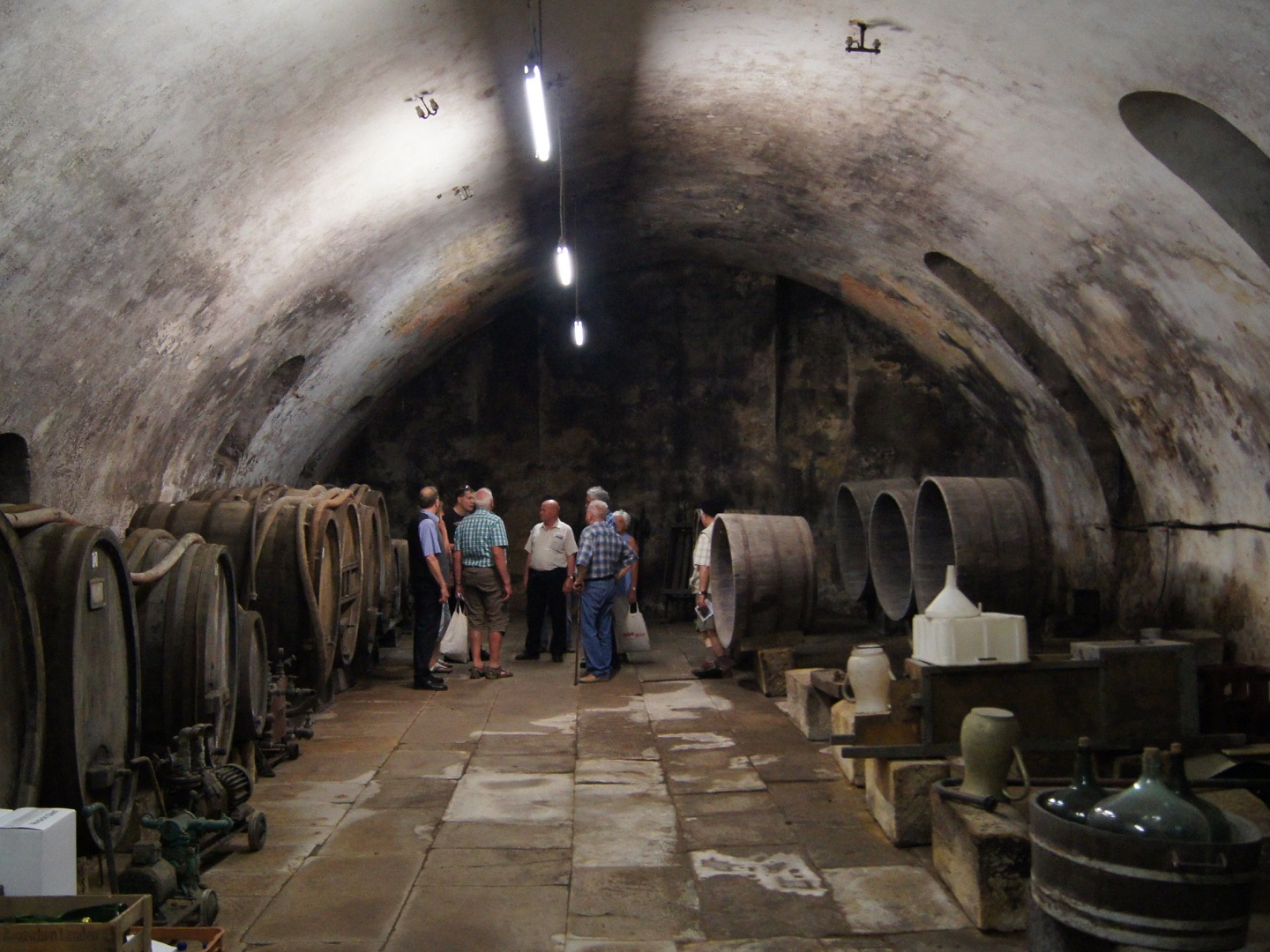
Weinkeller des Pfaffenhofs

## Leben
Jacob war Sohn des Schopper Holzhändlers und Gutsbesitzers Joh. Peter Jacob (1739–1819) und der Maria Salome Stein (1749–1834). Er heiratete Charlotte Späth (1778–1845), die Tochter des Riesenwirts in Kaiserslautern. Das Paar hatte vierzehn Kinder.
Jacob hatte umfangreichen Grund- und Waldbesitz im Holzland geerbt. Nach seiner Heirat ging er nach Kaiserslautern, wo er in der Marktstraße zwei Häuser baute und unter anderem eine Bierbrauerei betrieb. Beteiligt war er auch am pfälzischen Quecksilberbergbau. Als Sommerhaus erwarb er 1817 ein Weingut in Herxheim am Berg, den heutigen Pfaffenhof, das seine Urenkel 1911 wieder veräußerten.
Dem pfälzischen Landrath gehörte Jacob von Anbeginn bis 1830 an. Als Vertreter des Rheinkreises wurde er in der vierten Wahlperiode (1836–1839) in den siebten Landtag der bayerischen Kammer der Abgeordneten gewählt. In einer Beurteilung von 1836 heißt es, er habe keine nähere politische Festlegung und sei lenk- und beeinflussbar.
Nach seiner Familie ist die Jacobstraße in Kaiserslautern benannt. Jacobs zweitjüngster Sohn Johann Wilhelm Jacob wurde ebenfalls Unternehmer und Landtagsabgeordneter, sein jüngster Sohn, der Arzt und Autor Carl Jacob, wurde 1865 Mitglied und Sekretär des pfälzischen Landrats und von 1873 bis 1882 Präsident dieses Bezirksparlaments.